# Ябланиця
Я́бланиця (болг. Ябланица) — місто в Ловецькій області Болгарії. Адміністративний центр общини Ябланиця.

## Населення
За даними перепису населення 2011 року у місті проживали 2884 особи.
Національний склад населення міста:
| Національність   | Кількість осіб | Відсоток |
| ---------------- | -------------- | -------- |
| болгари          | 2231           | 89,1%    |
| цигани           | 249            | 9,9%     |
| турки            | 11             | 0,4%     |
| інша             | 7              | 0,3%     |
| не визначились   | 6              | 0,2%     |
| Всього відповіли | 2504           |          |

Розподіл населення за віком у 2011 році:
Динаміка населення: